# 잉에 레만
잉에 레만(덴마크어: Inge Lehmann, 1888년 5월 13일 ~ 1993년 2월 21일)은 지구의 내핵을 발견한 덴마크의 지진학자이다. 지진파의 연구를 통해 지구의 핵심에 내핵과 외핵 경계면에 레만 불연속면이 있다는 것을 처음으로 보여 주었다.
그녀는 코펜하겐의 외스테르브로(Østerbro)에서 태어났다. 아버지는 실험 심리학자이다. 코펜하겐 대학과 캠브리지에서 수학을 전공했다. 보험 회사에서 몇 년 동안 근무한 이후에 측지학자인 닐스 에리크 뇌를룬(Niels Erik Nørlund)의 조수가 되어, 덴마크와 그린란드의 지진 관측에 참여하여 지진학에 관심을 가졌다.
1928년 측지학 자격을 얻어 덴마크의 측지기관의 지진학 분야 리더가 되었다. 지진의 P파의 내핵에 의한 반사 등에 대해 논문을 발표했고 그 견해는 당시의 지도적인 지진학자 베노 구텐베르크와 찰스 리히터, 해럴드 제프리 등에 의해 인정 받았다. 1953년에 미국으로 건너가 몇 년 동안 모리스 유잉, 프랭크 프레스와 협력하여 지구의 지각과 맨틀을 연구했다. 그동안 190km에서 250km의 깊이의 레만 불연속면이라는 경계면이 있는 것을 발견했다. 소행성 5632 잉에레만(Ingelehmann)은 레만을 따서 명명되었다.

## 수상 경력
- 1960년: 해리 오스카 우드상
- 1964년: 에밀 비헤르트 메달 (독일 지구 물리 학회)
- 1965년: 덴마크 왕립 과학회 금메달
- 1971년: 윌리엄 보위 메달 (미국 지구 물리학 연합)
- 1977년: 미국 지진 학회 메달

## 잉에 레만 메달
1997년부터 미국 지구 물리학회는 지구의 맨틀과 핵 연구에 뛰어난 업적을 세운 물리학자에게 잉에 레만 메달을 수여하고 있다.
- 1997년: Donald Helmberger
- 2000년: Richard J. O'Connell
- 2001년: John H. Woodhouse
- 2003년: Francis A. Dahlen, Jr.
- 2005년: Thomas H. Jordan
- 2007년: 毛河光 (Ho-Kwang Mao)
- 2009년: Barbara A. Romanowicz
- 2011년: Donald Weidner
- 2013년: Bradford H. Hager

## 출판 목록
- Lehmann, Inge (1987). “Seismology in the Days of Old”. 《EOS》 68 (3): 33–35. 2013년 9월 19일에 원본 문서에서 보존된 문서. 2014년 4월 22일에 확인함.
- Swirles, Lady Jeffreys, Bertha (1994). “Inge Lehmann: Reminiscences”. 《Quarterly Journal of the Royal Astronomical Society》 35 (2): 231. Bibcode:1994QJRAS..35..231W. 2008년 7월 6일에 원본 문서에서 보존된 문서. 2008년 5월 30일에 확인함.
- Inge Lehmann in CWP at UCLA
- Royal Society citation 보관됨 2012-12-23 - archive.today
- Inge Lehmann: Discoverer of the Earth's Inner Core
- “WiP: Herstory: Spotlight Scientist: Inge Lehmann”. Purdue University. 2016년 3월 26일에 원본 문서에서 보존된 문서. 2013년 10월 15일에 확인함.
- Bolt, Bruce. “Inge Lehmann”. UCLA. 2013년 10월 21일에 원본 문서에서 보존된 문서. 2013년 10월 15일에 확인함.